# Justin Mentell
Justin Michael Mentell (ur. 16 grudnia 1982 w Austin, zm. 1 lutego 2010 w Mineral Point) – amerykański aktor telewizyjny, teatralny i filmowy, najlepiej znany jako Garrett Wells z serialu ABC Orły z Bostonu (Boston Legal). Zginął w wypadku samochodowym w Mineral Point w hrabstwie Iowa w Wisconsin w wieku 27 lat.

## Życiorys

### Wczesne lata
Urodził się w Austin w Teksasie. Zadebiutował na scenie w wieku lat trzech, grając małego sierotę w musicalu Miss Liberty Irvinga Berlina. Brał także udział w lokalnych produkcjach teatralnych, w tym w musicalu Piotruś Pan J.M. Barriego jako jeden z zagubionych chłopców. Kiedy jego rodzina przeniosła się do Waukegan w Illinois, Mentell związał się z Northbrook Children’s Theater, gdzie kontynuował występy na scenie. Trenował też łyżwiarstwo szybkie, zajmując trzecie miejsce na olimpiadzie juniorów i ostatecznie stał się zawodnikiem juniorów łyżwiarstwa szybkiego jako reprezentacja krajowej drużyny.
Studiował na wydziale aktorskim w Northern Illinois University. Grał w sztukach: Balm in Gilead, The Play's the Thing Ferenca Molnára i Never the Sinner. Na drugim roku studiów odbył praktykę w Moskiewskim Akademickim Teatrze Artystycznym, w ramach programu wymiany letniej, organizowanej i sponsorowanej przez School of Theater and Dance.

### Kariera
Występował w kilku filmach niezależnych, w tym Gotham, IL (2004) czy At the Still Point (2005) w roli Nate'a, za którą w 2005 roku otrzymał nagrodę Złotego Szpuli (Golden Reel Award) dla najlepszego aktora na Festiwalu Filmowym. W komedii Życie na wrotkach (Roll Bounce, 2005) z udziałem rapera Bow Wow, Chi McBride i Brandona T. Jacksona wykorzystał swoje umiejętności łyżwiarskie. Od końca pierwszego sezonu (2005) do lutego 2006 grał postać adwokata Garretta Wellsa w serialu ABC Orły z Bostonu (Boston Legal).
Wziął też udział w projekcie Jerry’ego Bruckheimera Death Walks the Streets (2007) i fabularno-animowanym filmie familijnym Walt Disney Pictures Załoga G (G-Force), który trafił do kin 24 lipca 2009 roku.
1 lutego 2010 roku, Mentell zginął w wypadku samochodowym w Mineral Point w hrabstwie Iowa w Wisconsin, do którego doszło ok. trzeciej nad ranem. Jego jeep zjechał z autostrady i uderzył w dwa drzewa. Jedna z niepotwierdzonych wersji mówi, że zasnął za kierownicą, choć jego samochód został znaleziony dopiero później w ciągu dnia przez przechodzącego rolnika, który zaalarmował władze. Mentell nie miał na sobie pasów bezpieczeństwa i został wyrzucony z pojazdu.

## Filmografia
- 2004: Gotham, IL jako Johnny Wall
- 2005–2006: Orły z Bostonu (Boston Legal) jako Garrett Wells
- 2005: Życie na wrotkach (Roll Bounce) jako łyżwiarz
- 2005: At the Still Point jako Nate
- 2006: 5-25-77 ('77) jako Tony
- 2007: Death Walks the Streets jako Billy
- 2007: Palo Alto jako Ryan
- 2009: Załoga G (G-Force) jako Terrell